# Murugesu Sivasithamparam
Murugesu Sivasithamparam (20 juillet 1923 – 5 juin 2002) était un éminent politicien tamoul sri-lankais, député et vice-président du Parlement du Sri Lanka.